# Milica Zulus
Milica Zulus (* 31. August 1999 in Wien) ist eine österreichisch-serbische Violinistin.

## Leben
Milica Zulus wurde als Tochter der Pianistin Nataša Veljković geboren und begann das Violinspiel im Alter von vier Jahren. Sie besuchte das Musikgymnasium Wien und nahm Unterricht bei Marina Sorokowa in der Hochbegabtenklasse an der Universität für Musik und darstellende Kunst Wien, wechselte 2014 in den Vorbereitungslehrgang und bestand im Juni 2015 mit 15 Jahren als die mit Abstand jüngste der 106 Kandidaten die Aufnahmeprüfung für das Bachelorstudium „Konzertfach Violine“. Seit Oktober 2015 ist sie Konzertfachstudentin von Gerhard Schulz an der Universität für Musik und darstellende Kunst Wien.
Sie nahm an Meisterklassen mit Vadim Gluzman, Zakhar Bron und Maja Jokanović in Belgrad teil und wurde durch ihre Auftritte in ganz Europa in der Öffentlichkeit bekannt.
Sie hat zahlreiche Konzerte im In- und Ausland gegeben und an Wettbewerben teilgenommen. So war sie etwa am 13. Mai 2010 mit dem 1. Satz, Allegro moderato aus dem Konzert in g–Moll von Max Bruch und dem Serbischen Tanz, Andante cantabile, Vivace von Aleksandar Vujić am Klavier begleitet von ihrer Mutter beim Bundeswettbewerb „prima la musica“ in Feldkirch vertreten.
Das erste Solokonzert spielte Zulus unter der Leitung von Aleksandar Pavlovič mit der Camerata Serbica im Sava Centar in Belgrad, wo sie auch an der Serbischen Akademie der Wissenschaften und Künste und im Ilija M. Kolarac Endowment bei Konzerten und Festivals auftrat. Weitere Konzerte führten sie unter anderem zum Internationalen Chopin-Festival in der Kartause Gaming (Österreich), zur Vladimir Spivakov International Charity Foundation an das Moskauer Theater Stanislawski, an das Teatro Malibran in Venedig, das kroatische Musikinstitut, das Mozarteum in Salzburg und ans Wiener Konzerthaus. Schließlich wirkte sie als Solistin am Doppelkonzert für zwei Violinen in d-Moll, BWV 1043 von Johann Sebastian Bach, unter der Leitung von Jack Martin Handler mit.

## Preise
- 2006: Gewinnerin des Wettbewerbs „Musica Juventutis“
- 2008: 1. Preis beim Europäischen Violinwettbewerb „Alfredo e Vanda Marcosig“ in Gorizia / Italien.
- 2010: Gewinnerin des Wettbewerbs „Musica Juventutis“
- 2011: 3. Preis beim Internationalen „Paul-Hindemith-Wettbewerb“ in Berlin in der Altersgruppe 12 bis 14 Jahre[4]
- 2013: Gewinnerin des Wettbewerbs „Musica Juventutis“